# Holy Diver
Holy Diver (читај: Хоули Дајвер) је први студијски албум хеви метал састава Dio. Издан је 1983. године.

## Песме
1. "" – 3:15
2. "" – 5:54
3. "" – 3:39
4. "" – 4:15
5. "" – 4:53
6. "" – 4:32
7. "" – 5:26
8. "" – 4:15
9. "" – 5:20